# Damaris Egurrola
Damaris Egurrola est une footballeuse internationale néerlandaise née le 26 août 1999 à Orlando en Floride. Elle évolue au poste de milieu défensif avec l'Olympique lyonnais depuis 2021.

## Biographie

### En club

#### Athlectic Bilbao (2015-2020)
Après avoir passé une partie de son enfance aux États-Unis, Damaris Egurrola est finalement formée en Espagne, à l’Athletic Bilbao. Trois ans après son intégration au centre de formation, elle débute à l’âge de 16 ans avec l’équipe première et remporte le titre de champion d’Espagne en 2016. Elle dispute 113 matches et marque 5 buts sur cinq saisons avec le club basque.

#### Everton FC (2020-2021)
Après un transfert avorté au FC Barcelone, elle rejoint le club anglais d'Everton durant l’été 2020. 

#### Olympique lyonnais (2021-)
En janvier 2021, l'Olympique lyonnais s'octroie ses services pour un contrat allant jusqu'à l'été 2024. Elle joue son premier match de Ligue de champions le 4 mars au Parc OL contre le club danois Brøndby IF en huitièmes de finale aller et remporte la victoire ; elle remplace Saki Kumagai à la 75e minute. En décembre 2023, elle est élue meilleure joueuse du mois de décembre en D1 Arkema.

### En sélection
Avec la sélection espagnole, elle remporte la médaille de bronze à la coupe du monde U17 en 2016. Elle remporte ensuite l’Euro U19 en 2017, inscrivant l’un des trois buts de l’Espagne lors la finale remportée face à l’Équipe de France (3-2). Elle est finaliste de la Coupe du Monde U20 en 2018. Elle devient internationale espagnole à l'âge 19 ans en honorant sa première sélection A en mai 2019 lors d'un match amical remporté contre le Cameroun, mais n'est pas sélectionnée pour la Coupe du Monde 2019.
Plus de deux ans après sa dernière sélection, l'actuel sélectionneur de l'Espagne, Jorge Vilda, annonce que Damaris Egurrola a fait le choix de ne plus représenter l'Espagne au niveau international. Il s'ensuit une polémique mettant en doute la véracité des propos du sélectionneur, celui-ci assurant avoir appelé la joueuse par deux fois ainsi qu'avoir essayé de lui téléphoner, l'entourage de la joueuse révélant que ces sélections étaient en fait des sélections U23, et qu'aucun contact ne fut établi avec la sélection, téléphonique ou autre.
Le 29 mars 2022, Damaris Egurrola décide de jouer avec les Pays-Bas en hommage aux origines de sa mère. Le 8 avril 2022, elle honore sa première cape contre Chypre en rentrant à la 66e minute de jeu de cette rencontre comptant pour les éliminatoires de la Coupe du monde féminine de football 2023. Le 12 avril 2022, dès sa deuxième sélection, elle marque un doublé contre l'Afrique du Sud en amical.

## Statistiques
| Saison                | Club                  | Championnat           | Championnat | Championnat | Coupe(s) nationale(s) | Coupe(s) nationale(s) | Compétition(s) continentale(s) | Compétition(s) continentale(s) | Compétition(s) continentale(s) | Total | Total |
| Saison                | Club                  | Division              | M.          | B.          | M.                    | B.                    | Comp.                          | M.                             | B.                             | M.    | B.    |
| 2015-2016             | Athletic Bilbao       | Primera División      | 6           | 0           | 1                     | 0                     | -                              | -                              | -                              | 7     | 0     |
| 2016-2017             | Athletic Bilbao       | Primera División      | 24          | 1           | 1                     | 0                     | -                              | -                              | -                              | 25    | 1     |
| 2017-2018             | Athletic Bilbao       | Primera División      | 27          | 0           | 3                     | 1                     | -                              | -                              | -                              | 30    | 1     |
| 2018-2019             | Athletic Bilbao       | Primera División      | 27          | 1           | 2                     | 0                     | -                              | -                              | -                              | 29    | 1     |
| 2019-2020             | Athletic Bilbao       | Primera División      | 20          | 2           | 2                     | 0                     | -                              | -                              | -                              | 22    | 2     |
| Sous-total            | Sous-total            | Sous-total            | 104         | 4           | 9                     | 1                     | -                              | -                              | -                              | 113   | 5     |
| 2020-2021             | Everton FC            | FA WSL                | 6           | 0           | 3                     | 0                     | -                              | -                              | -                              | 9     | 0     |
| Sous-total            | Sous-total            | Sous-total            | 6           | 0           | 3                     | 0                     | -                              | -                              | -                              | 9     | 0     |
| 2020-2021             | Olympique lyonnais    | Division 1            | 2           | 0           | 1                     | 0                     | WCL                            | 3                              | 0                              | 6     | 0     |
| 2021-2022             | Olympique lyonnais    | Division 1            | 12          | 3           | -                     | -                     | WCL                            | 9                              | 0                              | 21    | 3     |
| 2022-2023             | Olympique lyonnais    | Division 1            | 16          | 2           | 5                     | 0                     | WCL                            | 7                              | 0                              | 28    | 2     |
| 2023-2024             | Olympique lyonnais    | Division 1            | 21          | 2           | 3                     | 0                     | WCL                            | 10                             | 0                              | 34    | 2     |
| 2024-2025             | Olympique lyonnais    | Division 1            | 18          | 1           | 0                     | 0                     | WCL                            | 10                             | 0                              | 28    | 1     |
| Sous-total            | Sous-total            | Sous-total            | 71          | 8           | 9                     | 0                     | -                              | 40                             | 0                              | 120   | 8     |
| Total sur la carrière | Total sur la carrière | Total sur la carrière | 180         | 12          | 21                    | 1                     | -                              | 40                             | 0                              | 241   | 13    |

## Palmarès

### En sélection
Espagne U-17
- Finaliste de l'Euro en 2016

 Espagne U-19 (1)
- Vainqueur de l'Euro en 2017

 Espagne U-20
- Finaliste de la Coupe du Monde en 2018

### En club
Athletic Bilbao (1)
- Championne d'Espagne en 2016

 Everton
- Finaliste de la Coupe d'Angleterre en 2020

 Olympique lyonnais (5)
- Championne de France en 2022, 2023, 2024 et 2025
- Vainqueur de la Coupe de France en 2023
- Vainqueur de la Ligue des champions en 2022